# (3923) Радзиевский
(3923) Радзиевский (лат. Radzievskij) — типичный астероид главного пояса, открыт 24 сентября 1976 года советским астрономом Николаем Черных в Крымской астрофизической обсерватории и 18 февраля 1992 года назван в честь советского и российского астронома Владимира Радзиевского.

## Обнаружение и именование
(3923) Радзиевский
Открыт 24 сентября 1976 года в Научном Н. С. Черных.
Назван в честь профессора Нижегородского педагогического института Владимира Вячеславовича Радзиевского, известного своими работами в области небесной механики, космогонии Солнечной системы и происхождения комет.
Оригинальный текст (англ.)3923 Radzievskij
Discovered 1976-09-24 by Chernykh, N. at Nauchnyj.
Named in honor of Vladimir Vyacheslavovich Radzievskij, professor at the Nizhegorodskij Pedagogical Institute, known for his work in celestial mechanics, the cosmogony of the solar system and the origin of comets.
Источники: DISCOVERY.DB; M.P.C. 19693.

## Орбита

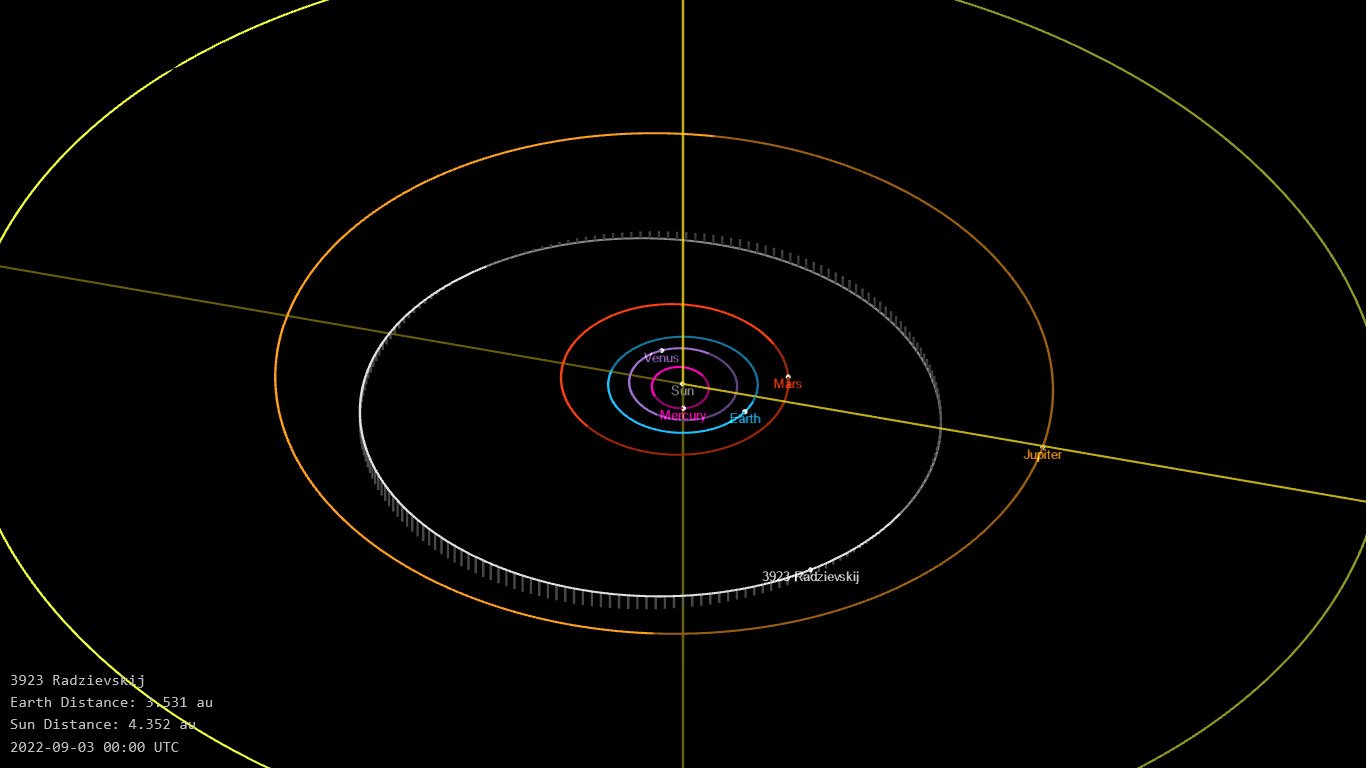
Орбита астероида Радзиевский и его положение в Солнечной системе

## Физические характеристики
Из наблюдений телескопа VISTA следует, что астероид относится к таксономическому классу Xt.
По результатам наблюдений в видимом и ближнем инфракрасном диапазоне космического телескопа NEOWISE диаметр астероида оценивался равным 29,870±0,204 км. Согласно тому же источнику альбедо оценивается как 0,050±0,010.